# Indonezja na Mistrzostwach Świata w Lekkoatletyce 2015
Indonezja na Mistrzostwach Świata w Lekkoatletyce 2015 – reprezentacja Indonezji podczas Mistrzostw Świata w Pekinie liczyła 1 zawodnika, który nie zdobył medalu.

## Występy reprezentantów Indonezji
| Konkurencja            | Zawodnik   | Eliminacje | Eliminacje | Runda 1  | Runda 1 | Półfinał | Półfinał | Finał    | Finał   |
| Konkurencja            | Zawodnik   | Rezultat   | Pozycja    | Rezultat | Pozycja | Rezultat | Pozycja  | Rezultat | Pozycja |
| ---------------------- | ---------- | ---------- | ---------- | -------- | ------- | -------- | -------- | -------- | ------- |
| Bieg na 100 m mężczyzn | Yaspi Boby | 10,85 q    | 10.        | 10,65    | 45.     | NQ       | NQ       | NQ       | NQ      |